# Гай Гельвідій Приск (стоїк)
Гай Гельві́дій Приск (лат. Gaius Helvidius Priscus; ? — 75) — політичний діяч та філософ-стоїк за часів Римської імперії.

## Життєпис
Походив з роду Гельвідіїв. Син Гая Гельвідія Приска, центуріона-приміпіла з Клувія (Самніум). Державну службу розпочав за імператора Клавдія. На початку правління Нерона був квестором у провінції Ахайя (йому було 25 років). У 51 році очолив легіон у Сирії. Відзначився під час походу до Вірменії. У 55 році одружився з Фаннією, донькою Фразеї Пета. У 56 році став народним трибуном.
Разом із своїм тестем Фразеєю Петом його вважали очільником партії республіканців у сенаті. У 66 році його було заслано до Аполлонії (Іллірія). Після загибелі Нерона мешкав з родиною у Македонії. У 69 році за наказом імператора Гальби його повернули до Риму. Продовжив боротьбу проти наклепників у сенаті. Водночас особисто зайнявся поховання Гальби після його загибелі.
У 70 році став претором. Виступив у сенаті проти імператора Вітеллія. За правління імператора Веспасіана очолив опозицію у сенаті, вимагаючи передати контроль над фінансами сенаторам.
Став відомий діалог Веспасіана та Гельвідія. На вимогу Веспасіана не виступати у сенаті, Гельвідій заявив: «Ти можеш позбавити мене посади сенатора, але поки я ним є, я буду з'являтися у сенаті». Імператор відповів: «Тоді приходь й мовчи». Гельвідій заперечив: «Ти не питай, а я не буду». Веспасіан сказав: «Проте я повинен». Гельвідій: «А я повинен виказати власну думку». Веспасіан: «Але якщо ти скажеш правду, я повинен наказати стратити тебе». Гельвідій: «Ти зробиш свою справу, я свою. Твоя справа вбити, а моя — без вагань померти».
Приблизно у 73 або 74 році за виступи проти Веспасіана Гельвідія знову було вигнано. У 75 році за наказом імператора останнього стратили.

## Родина
Дружина — Фаннія, донька Публія Клодія Фразеї Пета, консула-суфекта 56 року
Діти:
- Син — Гай Гельвідій Приск, консул 87 року
- Донька — Гельвідія, чоловіком якої був Марк Анній Геренній Полліон